# Marc Herrand
Marc Herrand, nom de scène de Marc Holtz né le 9 mai 1925 à Strasbourg et mort dans la même ville le 17 juillet 2023, est un musicien français.
Il est un des cofondateurs et le premier directeur musical des Compagnons de la Chanson.

## Biographie
Né le 9 mai 1925 en Alsace, Marc Holtz rejoint à Lyon en octobre 1941 les Compagnons de la musique, un groupe créé par l'assistant de l'ancien maître de chapelle Louis Liébard où il apprend les rudiments de son futur métier. Soucieux d’échapper à un embrigadement au sein des Jeunesses hitlériennes en raison de sa naissance dans un département alors annexé et de gagner la Zone libre, pour des raisons de sécurité il prend par la suite le pseudonyme de Marc Herrand.
Au sein des Compagnons de la musique, il rencontre ceux avec lesquels il participera en février 1946 à la création des Compagnons de la chanson, dont il réalisera quantité d'arrangements de 1946 à 1952 succédant dans le domaine à Louis Liébard. De son passage au sein des Compagnons, il reste nombre de succès, dont le plus connu est incontestablement Les Trois Cloches écrit par le suisse Jean Villard — plus connu sous le pseudonyme de Gilles —, qu’ils chanteront tous ensemble avec Édith Piaf et dont le succès est même devenu planétaire puisque la jeune australienne Tina Arena vient d'en réaliser[Quand ?] à son tour une adaptation.
Ses talents d'arrangeur permettront aux Compagnons d'entreprendre une carrière internationale qui les mènera aux États-Unis et dans de nombreux autres pays. Sa vision et ce qui a été à la base de son succès peut se résumer à un bouleversement du domaine des harmonisations dans l'arrangement vocal. Convaincu que l’harmonisation ne devait pas être seulement tributaire de la ligne de chant mais « coller » au texte, il put mettre en œuvre sa propre conception en choisissant de sortir du classicisme des quatre voix égales. Peindre avec les voix en créant des ambiances sonores est d’ailleurs ce qui a valu aux Trois cloches puis au Galérien, dès 1950, et à de nombreux autres titres le succès qu'ils connaîtront. Tout comme celui de Le roi a fait battre tambour et Le prisonnier de la tour également interprétés avec Édith Piaf.
Dans un ouvrage consacré aux Compagnons de la musique et publié chez Decal'Age Productions, Jean-Jacques Blanc revient sur l'œuvre de Marc Herrand et les techniques qu'il a su employer pour réaliser quelques merveilles. Elles lui ont d'ailleurs valu d'être complimenté par Igor Stravinsky lors d'une tournée entreprise par les Compagnons de la chanson aux États-Unis.
Sa rencontre avec Yvette Giraud lors d'une tournée à laquelle elle participait le conduira en mars 1952 à quitter les Compagnons pour devenir le chef d'orchestre et pianiste ainsi que l'arrangeur attitré de l'élue de son cœur — qu'il épousera quelques années après — et dont la carrière internationale lui permet de donner une suite à son talent créatif. Grâce à lui, Yvette Giraud put reprendre quantité de titres qui ont tous été de très grands succès et dont il a écrit les arrangements musicaux : L'Âme des poètes, Cerisier rose et pommier blanc, La Vie en rose, Les Feuilles mortes, etc.
Dans son ouvrage autobiographique La route enchantée, il explique ainsi son départ du groupe : « Je vivais déjà sur une autre planète et j’étais déjà en train d'écrire des orchestrations pour une future séance de disque avec Yvette Giraud », dont il a partagé l'existence pendant plus d'un demi-siècle.
Parfois auteur de titres d'Yvette Giraud comme Trente ans, véritable déclaration d'amour faite aux nombreux admirateurs japonais de son épouse ou Les Aiguilles du temps, il a accompagné celle-ci, souvent en qualité de pianiste, tout au long d’une longue carrière à laquelle ils mettront tous les deux un terme en 1999.
L'ouvrage écrit avec son épouse, La route enchantée et publiée en 2005 aux Éditions du Signe, revient sur une carrière qui l'aura mené aux quatre coins du monde. Comme on l'a quelquefois dit, ils ne sont pas célèbres comme ils auraient dû l'être mais fondamentalement heureux et cet ouvrage est un livre sur la joie d'être artiste.
Il meurt à l'âge de 98 ans le 17 juillet 2023 à Strasbourg, et est inhumé au cimetière de la Buffe à Cagnes-sur-Mer, aux côtés de son épouse.

## Publications
- Marc Herrand, Yvette Giraud, La route enchantée, Strasbourg, Éd. du Signe, 2005.

### Sources
- Les CD d'Yvette Giraud avec arrangements et direction musicale de Marc Herrand et différents documents des deux artistes[réf. incomplète].